# Casa Piria de Bertón
Das Casa Piria de Bertón, auch als Palacio Piria Chico bezeichnet, ist ein Bauwerk in der uruguayischen Landeshauptstadt Montevideo.
Das infolge einer aus dem Jahr 1930 stammenden Baugenehmigung errichtete Gebäude befindet sich im Barrio Pocitos an der Avenida Brasil 2355 sowie am Bulevar Artigas 1198 und der Calle Charrúa 2362. Gemeinsam mit der benachbarten Plaza Varela befindet es sich damit an einer für Montevideo typischen Straßenecke, die von hohen Bäumen und Gebäuden mit besonderem architektonischen Wert geprägt ist.
Für den Bau des Casa Piria de Bertón zeichnete als Architekt Enrique Durán Guani verantwortlich. Das ursprünglich als Wohnhaus konzipierte Gebäude beherbergt mittlerweile Büros, in denen das Krankenversicherungsunternehmen Summum seinen Unternehmenssitz hat. Auftraggeber des Baus war Francisco Piria, der in der Entstehungsgeschichte und Entwicklung des Barrios Pocitos eine bedeutende Pionierrolle einnahm. Er ließ das Gebäude für seine Tochter errichten. Das Casa Piria de Bertón wird von der Stadtverwaltung als Gebäude von besonderem Interesse eingestuft.